# Vincent Guignebert
Pour les articles homonymes, voir Guignebert.
Vincent Guignebert, pseudonyme de Jean-Claude Guignebert, né à Paris le 13 mai 1921 et mort le 22 septembre 2010 à Saint-Martin-des-Champs (Manche), est un tapissier, peintre et lithographe français.

## Biographie
En 1937, Vincent Guignebert est élève à l'École nationale supérieure des arts décoratifs à Paris, puis il entre à l'École nationale supérieure des beaux-arts où il est élève dans l'atelier de René Jaudon vers 1938-1939 en même temps que Robert Wogensky (1919), qui allait devenir son ami. En 1939, il expose au Petit Palais à Paris, un carton de tapisserie remarqué par Jean Lurçat qui lui propose de venir travailler dans son atelier pour l'initier à cet art. La Seconde Guerre mondiale interrompt ses études en 1940.
En 1943, il se rend à la Manufacture de tapisserie d'Aubusson où le directeur de l'École des Arts décoratifs met un atelier à sa disposition. Il y dessine les deux cartons de L'Oiseleur et des Poules, qui furent tissés par la suite.
De retour à Paris, il fonde l'Association des peintres-cartonniers de tapisserie avec Denise Majorel — qui en sera la secrétaire — et Jean Lurçat, entre autres. Il obtient un premier prix au Salon de la Jeune Peinture de 1947.
Il est l'auteur d'une vingtaine de cartons de tapisserie. Influencé par le cubisme, il s'oriente vers la non-figuration. En 1950, il est nommé professeur de décoration à l'École nationale supérieure d'art de Dijon. Il est ensuite nommé professeur de peinture à l'École Nationale supérieure des Beaux Arts de Paris, où il enseigne jusqu'en 1985.
Il vit à Paris, et a son atelier à Issy-les-Moulineaux[réf. nécessaire].

## Œuvres dans les collections publiques
- Belgique
  - Bruxelles, Musées royaux des beaux-arts de Belgique :
    - Deux têtes d'homme, 1946, dessin, encre noire, crayon sur papier vergé ;
    - Nature morte.
- France
  - Paris, musée national d'Art moderne :
    - Tristan et Yseult, 1945-1946, tapisserie d'Aubusson, 200 × 275 cm ;
    - Tristan et Yseult, carton préparatoire, 59 × 29 cm ;
    - Sans titre, tapisserie en laine ;
    - Le Jour et la Nuit, tapisserie d'Aubusson ;
    - En sortant de l'école, tapisserie d'Aubusson.

## Expositions
- 1945 : galerie Jeanne Castel, Paris.
- 1946 : centre d'art anglo-français de Londres, avec Jacques Lagrange (catalogue).
- De juillet à septembre 1967 : Narbonne, palais des archevêque, avec Dérieux, Edelmann, Farvèze, Guignebert, Hiéronimus, Pessin.
- 1977 : galerie La Dérive.